# Carlos Fernando Borja
Carlos Fernando Borja (25 de desembre de 1956) és un exfutbolista bolivià.

## Selecció de Bolívia
Va formar part de l'equip bolivià a la Copa del Món de 1994.